# Julien Quentel
Julien Quentel, né à Pointe-à-Pitre le 28 mai 1986, est un véliplanchiste français. 
Ayant pour numéro de voile FRA-421, il est un ancien membre de l'Équipe de France de funboard.

## Carrière sportive
Né en Guadeloupe, Julien Quentel commence la planche à voile à l'âge de six ans et les compétitions dès 7 ans. Il arrête ses études à 16 ans pour se concentrer sur sa carrière sportive et intègre l'Équipe de France à sa création en 2010.

## Palmarès
- 8e place du classement mondial PWA en 2011
- 4e place du classement mondial PWA en 2012
- 3e place du classement mondial PWA en 2013